# Acacia nutans
Acacia nutans é uma espécie de leguminosa do gênero Acacia, pertencente à família Fabaceae.